# Paulo Vinícius Souza dos Santos
Paulo Vinícius Souza dos Santos (São Paulo, Brasil, 21 de febrero de 1990) es un futbolista brasileño nacionalizado húngaro. Juega de defensa en el Budapesti V. S. C. de la Nemzeti Bajnokság II.

## Selección nacional
Ha sido internacional con la selección de Hungría en siete ocasiones.

## Clubes
| Club               | País    | Año       |
| ------------------ | ------- | --------- |
| River Plate        | Uruguay | 2009-2011 |
| MOL Fehérvár F. C. | Hungría | 2011-2020 |
| Nacional           | Uruguay | 2020-2021 |
| APOEL de Nicosia   | Chipre  | 2021-2022 |
| Levadiakos F. C.   | Grecia  | 2022-2023 |
| Budapesti V. S. C. | Hungría | 2023-     |

## Palmarés

### Títulos nacionales
| Título                     | Club           | País    | Año  |
| -------------------------- | -------------- | ------- | ---- |
| Copa de la liga de Hungría | Videoton F. C. | Hungría | 2012 |
| Magyar Szuperkupa          | Videoton F. C. | Hungría | 2012 |
| Nemzeti Bajnokság I        | Videoton F. C. | Hungría | 2015 |
| Nemzeti Bajnokság I        | Videoton F. C. | Hungría | 2018 |
| Copa de Hungría            | MOL Vidi F. C. | Hungría | 2019 |